# Ewangelikalizm

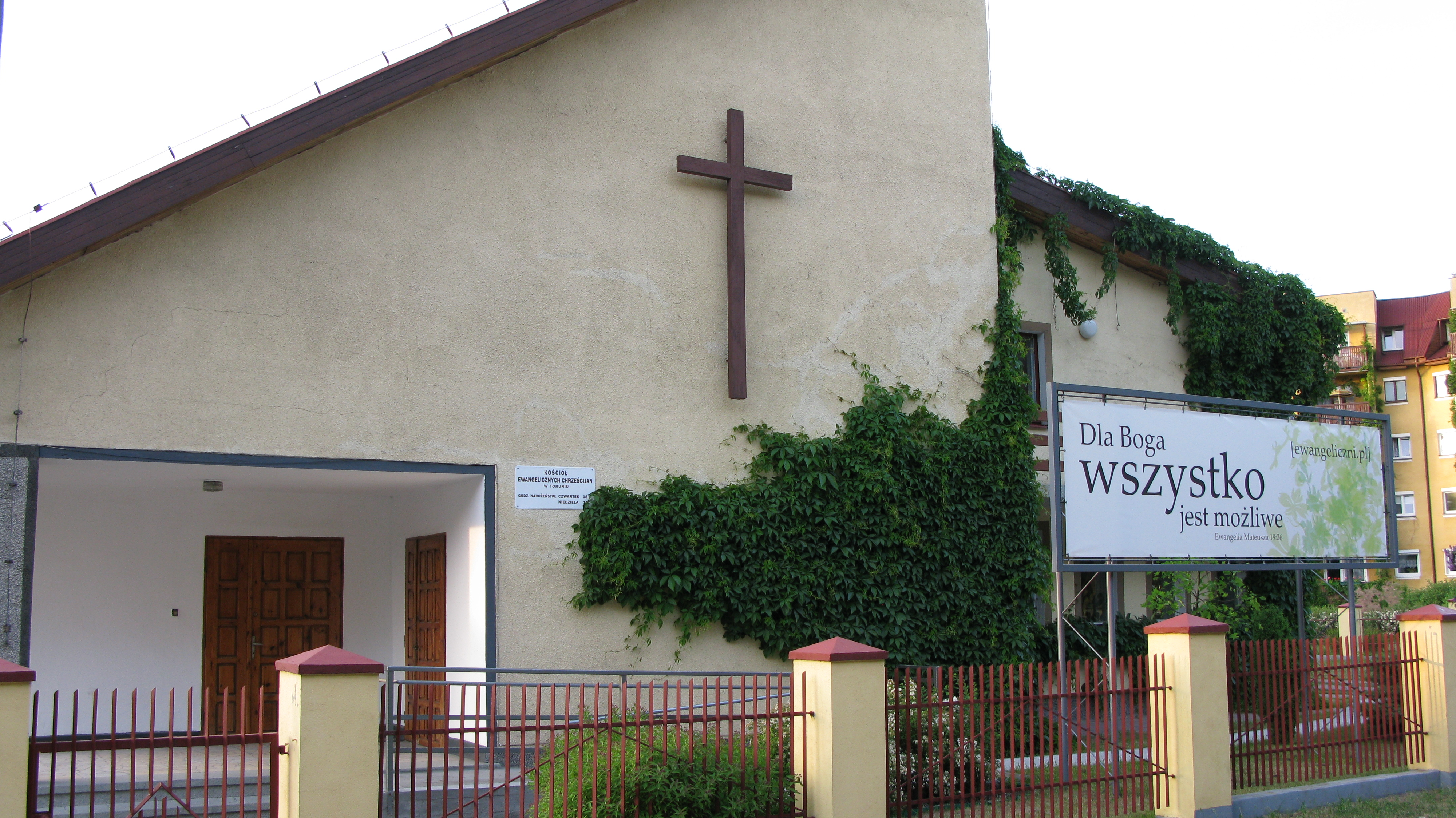
Zbór ewangeliczny w Toruniu, Polska

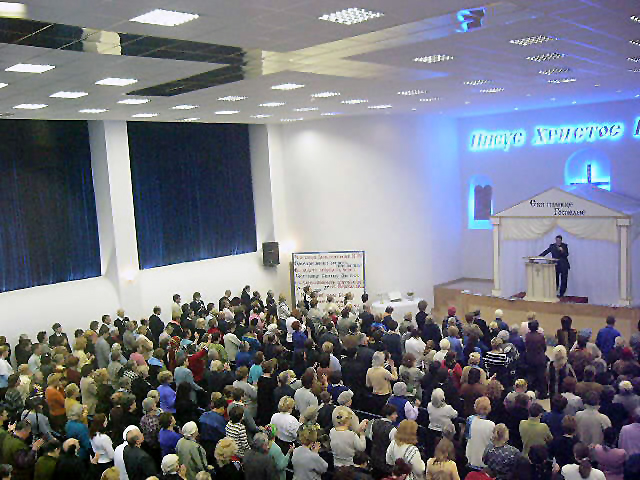
Nabożeństwo ewangelikalne w Rosji.

Ewangelikalizm (ewangelikalne chrześcijaństwo, ewangeliczne chrześcijaństwo) – nurt pobożnościowy w protestantyzmie, oparty na specyficznej duchowości. W większości protestantyzm ewangelikalny jest środowiskiem konserwatywnym i sprzeciwia się tendencjom liberalnego chrześcijaństwa, które zaznaczają się w głównym nurcie protestantyzmu. Powstał na gruncie purytanizmu, ortodoksji protestanckiej i pietyzmu. Niektóre jego elementy pobożnościowe w drugiej połowie XX wieku przyjęły się także poza protestantyzmem, czego przykładem są w Kościele katolickim Ruch Światło-Życie i Ruch Odnowy w Duchu Świętym.
Wspólnoty ewangelikalne łączy wspólna wiara w osobistą relację z Jezusem Chrystusem, podkreślenie ostatecznego autorytetu Pisma Świętego w sprawach wiary i życia, również przede wszystkim szczególny typ duchowości, podkreślający konieczność świadomego nawrócenia (i nowego narodzenia) do zbawienia człowieka. Ewangelikalni chrześcijanie uznają zwykle bezbłędność i nieomylność Biblii. Ewangelikalizm jest kojarzony z ewangelizacją – działaniem misyjnym mającym na celu przekonanie słuchacza do żalu za grzechy oraz wiary w przebaczenie grzechów dzięki ofierze Jezusa Chrystusa na krzyżu.

## Środowiska wewnątrzewangelikalne
Rodzina chrześcijan ewangelikalnych (ewangelicznych) obejmuje głównie następujące nurty protestantyzmu:
- baptyzm
- ruch zielonoświątkowy
- Kościoły Chrystusowe
- bracia plymuccy
- ruch ewangelicznych chrześcijan
- ruch uświęceniowy
- Kościoły lokalne
- Kościoły neo-charyzmatyczne
- anabaptyzm

Ponadto, częściowo również inne nurty:
- anglikanizm
- prezbiterianizm,
- kongregacjonalizm,
- metodyzm
- luteranizm
- adwentyzm (który wywodzi się z ewangelikalizmu, lecz jego przynależność do zarówno ewangelikalizmu jak i protestantyzmu jest dyskusyjna)[według kogo?][4][5]

Szczególną cechą ewangelikalizmu w ostatnich latach (szczególnie w Stanach Zjednoczonych) jest rozwój niezależnych kościołów bezdenominacyjnych, niepowiązanych z żadnym wyznaniem. W Polsce przykładem takiego związku wyznaniowego jest Chrześcijańska Wspólnota Ewangeliczna.

## Założenia doktryny ewangelikalnej
W Evangelical Dictionary of Theology znajduje się charakterystyka założeń typowej dla ewangelikalizmu doktryny teologicznej opartej na kilku tezach.
1. Suwerenność Boga objawionego jako Ojciec i Syn i Duch Święty.
2. Biblia jako natchniony zapis Bożego objawienia, nieomylny i autorytatywny przewodnik wiary i praktyki; do wydobycia boskiego znaczenia potrzebne jest oświecenie przez Ducha Świętego.
3. Całkowite zepsucie natury ludzkiej: wszelkie dobro skalane jest grzechem.
4. Chrystus zadośćuczynił za grzech na Krzyżu Kalwarii.
5. Zbawienie jest aktem niezasłużonej łaski Bożej, otrzymanym przez wiarę w Chrystusa, a nie przez jakąkolwiek pokutę lub dobre uczynki; dzięki łasce Bożej grzechy wierzącego człowieka są odpuszczone, w duchowy sposób rodzi się na nowo, zostaje usprawiedliwiony, przyjęty do rodziny Bożej.
6. Konieczne jest zwiastowanie Słowa Bożego przez ustawiczne ogłaszanie Ewangelii o zbawieniu, sprzeciwianie się złu i służbę społeczną.
7. Oczekiwanie widzialnego powrotu Jezusa Chrystusa.

Ewangelikalizm nie posiada własnej doktryny eklezjologicznej i sakramentologicznej. Podkreśla konieczność świadomego nawrócenia do Chrystusa, potrzebę lektury Pisma Św., misjonowania i zachowywania rygorystycznej etyki opartej na Biblii.
Według potocznych opinii cechą Kościołów ewangelikalnych jest praktykowanie chrztu przez zanurzenie w wodzie osób świadomie wierzących, czyli dorosłych, a nie dzieci. Niektóre Kościoły ewangelikalne (głównie prezbiteriańskie, metodystyczne i niektóre zielonoświątkowe) chrzczą jednak niemowlęta, co jest zbieżne z postawą wielu wiodących teologów i działaczy ewangelikalnych (np. John Wesley, Nikolaus von Zinzendorf, George Whitefield, Jonathan Edwards, Thomas Chalmers, Charles Finney, Dwight L. Moody, Billy Sunday, Aiden Wilson Tozer, Martyn Lloyd-Jones, Bill Bright, John Stott, Alister McGrath).

## Historia ewangelikalizmu
Źródeł ewangelikalizmu należy się dopatrywać w XVII-wiecznym pietyzmie, który był istotnym czynnikiem odnowy religijnej w Niemczech, w ruchu braci morawskich i w metodyzmie. Zasadniczą rolę w jego rozwoju na wczesnym etapie istnienia odegrały tzw. przebudzenia duchowe (rewiwale od ang. revival), a zwłaszcza Wielkie przebudzenie, które przewinęło się przez Amerykę Północną (głównie Stany Zjednoczone) w XVIII wieku. Podstawowym celem ruchów tego typu było duchowe ożywienie wcześniej powstałych Kościołów. Wśród nich ewangelikalny profil pobożności przyjęły zwłaszcza wspólnoty prezbiteriańskie, kongregacjonalistyczne i baptystyczne. Na przełomie XVIII i XIX wieku ewangelikalni w Kościele anglikańskim – przede wszystkim William Wilberforce oraz członkowie grupy Clapham Sect – odegrali istotną rolę w ruchu na rzecz zlikwidowania niewolnictwa w brytyjskich koloniach. Istotnym aspektem funkcjonowania ewangelikalizmu była służba charytatywna. Ewangelikalną wspólnotą religijną skupiającą się na tym wątku działalności jest od początku istnienia Armia Zbawienia. U schyłku XIX wieku ewangelikalizm był postacią chrześcijaństwa obecną na wszystkich kontynentach i we wszystkich kręgach kulturowych.
W XX wieku w łonie ewangelikalizmu wykształciły się różne prądy teologiczne, m.in.:
1. fundamentalizm biblijny, co spowodowało przeciwstawianie się teologicznemu liberalizmowi i krytyczno-historycznej egzegezie Biblii. Fundamentaliści przeciwstawiają się nauczaniu darwinizmu w szkołach oraz naturalistycznemu podejściu do religii.
2. neoewangelikalizm, do którego zalicza się w USA większość Kościołów baptystycznych (m.in. Południowa Konwencja Baptystyczna), Kościoły uświęceniowe (Holiness Churches), niektóre Kościoły metodystyczne, Kościoły zielonoświątkowe, ruchy charyzmatyczne, Kościoły Chrystusowe, a także część Kościoła episkopalnego.

Część wiodących nurtów ewangelikalizmu prowadzi dialog ekumeniczny z Kościołem katolickim, w tym znaczące wspólnoty zielonoświątkowe, Światowy Alians Ewangelikalny, Światowy Związek Baptystyczny i Armia Zbawienia.

## Przedstawiciele ewangelikalizmu globalnego
Ewangeliści, kaznodzieje, misjonarze, hierarchowie kościelni: Bill Bright, Wilhelm Busch, Oswald Chambers, David du Plessis, Jonathan Edwards, Charles Grandison Finney, Billy Graham, Martyn Lloyd-Jones, Dwight L. Moody, John Newton, Harold John Ockenga, Luis Palau, Ulrich Parzany, Charles Spurgeon, Billy Sunday, Aiden Wilson Tozer, Rick Warren, Justin Welby, David Wilkerson, Nikolaus von Zinzendorf, Norman Geisler
Teologowie: Louis Berkhof, Donald G. Bloesch, Frederick Fyvie Bruce, Thomas Chalmers, Robert E. Coleman, Millard Erickson, J. Gresham Machen, William Henry Griffith Thomas, Ole Hallesby, Carl F. Henry, Alister McGrath, John Murray, Thomas Oden, James I. Packer, John Charles Ryle, Francis A. Schaeffer, Ronald Sider, Charles Simeon, R.C. Sproul, John Stott, Helmut Thielicke, Benjamin Breckinridge Warfield, John Wesley
Działacze społeczni: Thomas Bernardo, Corrie ten Boom, William Booth, Amy Carmichel, Fred Catherwood, John Chilembwe, Charles Colson, Joni Eareckson Tada, Jerry Falwell, Elizabeth Fry, William Knibb, Hannah More, Denis Mukwege, George Müller, Anthony Ashley Cooper Shaftesbury, Ronald Sider, William Wilberforce.
Pisarze, artyści, muzycy: Frances Crosby, Garth Hewitt, Graham Kendrick, Cliff Richard, Ira Sankey, George Beverly Shea, David Suchet, Charles Wesley

## Ewangelikalizm w Polsce
Do najwcześniejszych przejawów ewangelikalizmu na ziemiach polskich należały w XIX wieku: ruch pietystyczny wśród kolonistów niemieckich, środowisko mazurskich gromadkarzy oraz ruch baptystyczny, zorganizowany później w Unii Zborów Baptystów Języka Niemieckiego w Polsce i w Związku Zborów Słowiańskich Baptystów w Polsce. Na początku XX w. ten prąd religijny znalazł dodatkowy wyraz m.in. w luterańskiej Społeczności Chrześcijańskiej, zielonoświątkowym Związku Stanowczych Chrześcijan, darbystycznym Zrzeszeniu Zwolenników Nauki Pierwotnych Chrześcijan, Związku Ewangelicznych Chrześcijan i w ruchu metodystycznym.
W okresie okupacji niemieckiej największymi denominacjami ewangelikalnymi na ziemiach polskich były: Związek Nieniemieckich Ewangelicko-Wolnokościelnych Zborów (baptyści) i Kościół Metodystów w Generalnym Gubernatorstwie.
W Polsce Ludowej wiodącymi ewangelikalnymi związkami wyznaniowymi były: Zjednoczony Kościół Ewangeliczny, Polski Kościół Chrześcijan Baptystów i Kościół Wolnych Chrześcijan w RP. Do kluczowych wydarzeń w dziejach ewangelikalizmu polskiego w tym czasie zaliczyć należy m.in. kampanię ewangelizacyjną Billy’ego Grahama w Polsce w 1978, ewangelizację Luisa Palau w 1987 oraz organizowane corocznie od 1950 przez neopietystyczne kręgi Kościoła Ewangelicko-Augsburskiego Tygodnie Ewangelizacyjne w Miechowicach i Dzięgielowie.
W Trzeciej Rzeczypospolitej największymi Kościołami ewangelikalnymi są: Kościół Zielonoświątkowy w RP, Kościół Chrześcijan Baptystów w RP, Kościół Chrystusowy w RP i Kościół Wolnych Chrześcijan w RP.

### Alians Ewangeliczny w RP
Na początku XXI wieku Kościoły ewangelikalne w Polsce zrzesza głównie Alians Ewangeliczny w Polsce, do którego należą następujące Kościoły:
- Centrum Chrześcijańskie „Nowa Fala”
- Ewangeliczna Wspólnota Zielonoświątkowa
- Kościół Boży w Chrystusie
- Kościół Chrystusowy w RP
- Kościół Chrześcijan Baptystów
- Kościół Chrześcijan Wiary Ewangelicznej
- Kościół Chwały
- Kościół Dobrego Pasterza
- Kościół Zielonoświątkowy w RP
- Ursynowska Społeczność Ewangeliczna

a także organizacje: Chrześcijańskie Stowarzyszenie Akademickie, Misja Pokoleń, Ruch Chrześcijański Mt28, Fundacja Słowo Życia, Fundacja Młodzież dla Chrystusa, Fundacja Głos Ewangelii, Biblijne Stowarzyszenie Misyjne, Towarzystwo Społeczno-Ewangeliczne Ewangelia dla Każdego, Fundacja Radio Chrześcijanin.
Platformą współpracy ewangelicznych chrześcijan w Polsce jest również Razem Dla Ewangelii.

### Kościoły ewangelikalne poza Aliansem
Poza Aliansem działają m.in.
- Kościół Wolnych Chrześcijan,
- Kościół Ewangelicznych Chrześcijan w RP,
- Kościół Chrześcijański „Słowo Wiary”,
- Chrześcijańska Wspólnota Zielonoświątkowa,
- Kościół Chrystusowy w Polsce,
- Kościół Ewangeliczny w RP,
- Kościół Chrześcijański Arka,
- Ewangeliczny Kościół Metodystyczny w Rzeczypospolitej Polskiej
- Chrześcijański Kościół „Misja Łaski”
- Kościół Boży w Polsce

### Kościoły posiadające niektóre znamiona ewangelikalne
Niektóre cechy charakterystyczne dla denominacji ewangelikalnych posiadają Kościół Adwentystów Dnia Siódmego oraz Kościół Chrześcijan Dnia Sobotniego, jednak oba nie są zaliczane do grupy Kościołów ewangelikalnych.

### Czołowi przedstawiciele ewangelikalizmu polskiego
Duchowni, teologowie, działacze religijni: Gotfryd Fryderyk Alf, Andrzej W. Bajeński, Edward Czajko, Mieczysław Czajko, Marek Kamiński, Zygmunt Karel, Aleksander Kircun, Stanisław Krakiewicz, Karol Kulisz, Józef Mrózek junior, Andrzej Nędzusiak, Henryk Rother-Sacewicz, Andrzej Seweryn, Michał Stankiewicz, Karol Władysław Strzelec, Ludwik Szenderowski (1905–1993), Konstanty Wiazowski, Mateusz Wichary, Alina Wieja, Henryk Wieja, Andrzej Cyrikas.
Artyści, naukowcy, działacze społeczni: Elżbieta Bednarz, Paweł Biedziak, Wojciech Gajewski, John Abraham Godson, Noemi Modnicka, Mateusz Otremba, Wojciech Szczerba, Marcin Tyrna, Tomasz Żółtko.

## Studia nad ewangelikalizmem
Ewangelikalizm jest przedmiotem szeroko zakrojonych badań naukowych, zarówno w skali globalnej, jak i w Polsce. Badacze podejmujący to zagadnienie zajmują się nim w różnych perspektywach naukowych i światopoglądowych, przyjmując nastawienie zobiektywizowane albo apologetyczne. Poza Polską do wiodących specjalistów z tego zakresu zaliczają się: Randall Balmer, David W. Bebbington, Erich Geldbach, Darryl G. Hart, George Marsden, Alister E. McGrath, Mark A. Noll, Ian Randall, Christian Smith. W Polsce są to m.in.: Krzysztof Brzechczyn, Wojciech Gajewski, Jan Mironczuk, Noemi Modnicka, Zbigniew Pasek, Grzegorz Pełczyński, Andrzej Siemieniewski, Henryk Ryszard Tomaszewski, Tadeusz J. Zieliński.

### Stany Zjednoczone
Tzw. Pas Biblijny na południu Stanów Zjednoczonych jest ściśle identyfikowany z ewangelikalnym nurtem protestantyzmu. Merriam-Webster definiuje Pas Biblijny jako „obszar głównie na południu Stanów Zjednoczonych, którego mieszkańcy są uważani za bezkrytycznie wiernych dosłownej dokładności Biblii”. Druga oferowana definicja to „obszar charakteryzujący się żarliwym fundamentalizmem religijnym”, z fundamentalizmem zdefiniowanym jako „ruch w XX-wiecznym protestantyzmie podkreślającym dosłownie interpretowaną Biblię jako fundamentalną dla chrześcijańskiego życia i nauczania” oraz przywiązanie do tych przekonań.
Według ośrodka badawczego Pew Research Center w 2014 roku do stanów z największym odsetkiem osób identyfikujących się z ewangelikalnym protestantyzmem należą: Tennessee (52%), Alabama (49%), Kentucky (49%), Oklahoma (47%), Arkansas (46%) i Missisipi (41%). Najniższy odsetek ewangelikalnych w Stanach Zjednoczonych występuje w Utah (7%). Wielomilionowe aglomeracje z najwyższym odsetkiem ewangelikalnych, to: Dallas (38%), Atlanta (33%) i Houston (30%).
Badanie ARDA z 2010 roku określające członkostwo w kościołach ewangelikalnych, wymienia te same stany w następującej kolejności: Alabama (42%), Oklahoma (40,8%), Missisipi (39,4%), Arkansas (39%), Tennessee (37,6%) i Kentucky (33,4%).

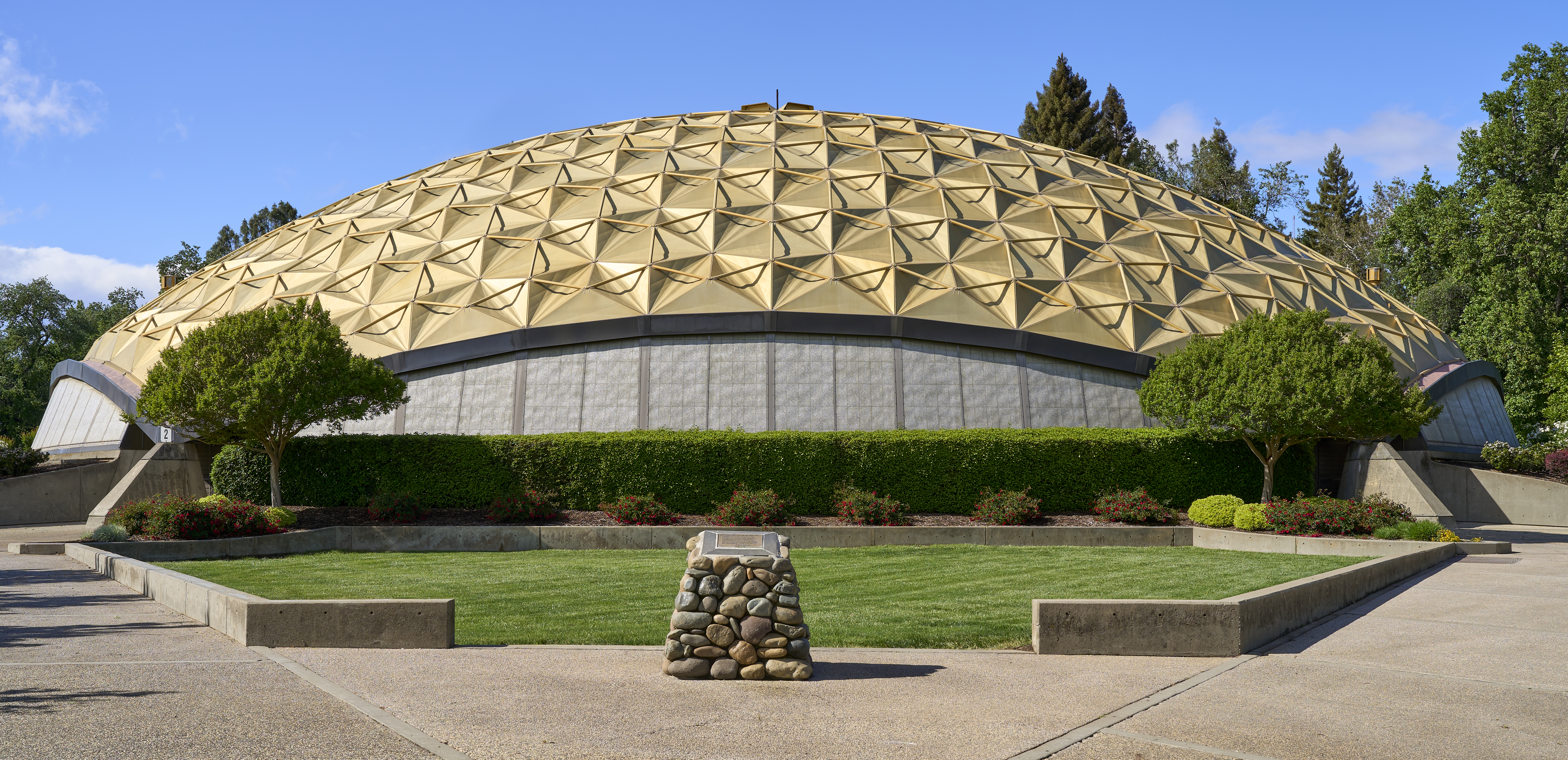
Megakościół w Chico, w Kalifornii

Według badań amerykańskich religii prowadzonych przez Pew Research Center, ewangelikalni mają jedną z najwyższych frekwencji na nabożeństwach. 58% ewangelikalnych uczęszcza co tydzień do kościoła, w porównaniu do 45% muzułmanów, 39% katolików, 31% prawosławnych i 33% protestantów głównego nurtu. Jedynie 12% ewangelikalnych nie bierze w ogóle udziału w życiu swojego Kościoła.
Charakterystyczną cechą amerykańskiego ewangelikalizmu są tzw. megakościoły, chociaż około połowy z nich deklaruje się jako bezwyznaniowe, duża część ma charakter charyzmatyczny.

## Literatura w języku polskim
- Ewangelikalny protestantyzm w Polsce u progu XXI stulecia, red. Tadeusz J. Zieliński, Warszawa-Katowice 2004.
- Krzysztof Brzechczyn, Kościoły mniejszościowe w polityce władz PRL. "Przegląd Religioznawczy" 2008, nr 3 (229), ss. 133-142.
- Krzysztof Brzechczyn, Kościół Baptystyczny w Polsce w latach 1858-2008. Stan badań i postulaty badawcze. W: S. Dudra, O. Kiec (red.), Kościoły, polityka, historia. Ze studiów nad problemami mniejszości wyznaniowych w Polsce w XX i XXI wieku. Warszawa: Semper 2009, ss. 37-50.
- Piotr Karaś: Działalność socjalna Kościołów ewangelikalnych w Polsce. Warszawa: Wyższa Szkoła Teologiczno-Społeczna, 2013. ISBN 978-83-905704-9-5. OCLC 911227602.
- Zbigniew Pasek, Topika zbawienia w polskich kancjonałach ewangelikalnego protestantyzmu, Kraków 2004.
- Zbigniew Pasek: Wspólnoty ewangelikalne we współczesnej Polsce. W: Ewangelikalny protestantyzm w Polsce u progu XXI stulecia. pod. red. T.J. Zieliński. Warszawa - Katowice: Credo, 2004. ISBN 978-83-92016-43-4.Sprawdź autora:1.
- Grzegorz Pełczyński: Ewangelikalizm w Rosji (XIX–XX wiek). Poznań: Wydawnictwo Naukowe Uniwersytetu im. Adama Mickiewicza w Poznaniu, 2012. ISBN 978-83-232-2450-1. OCLC 855628852.
- Andrzej Siemieniewski, Ewangelikalna duchowość nowego narodzenia o tradycja katolicka, Wrocław 1997.
- Tadeusz J. Zieliński: Protestantyzm ewangelikalny. Studium specyfiki religijnej. Wyd. 2. Katowice: 2014, s. 39-64. ISBN 978-83-931204-9-9.